# Atitude Interpretativa

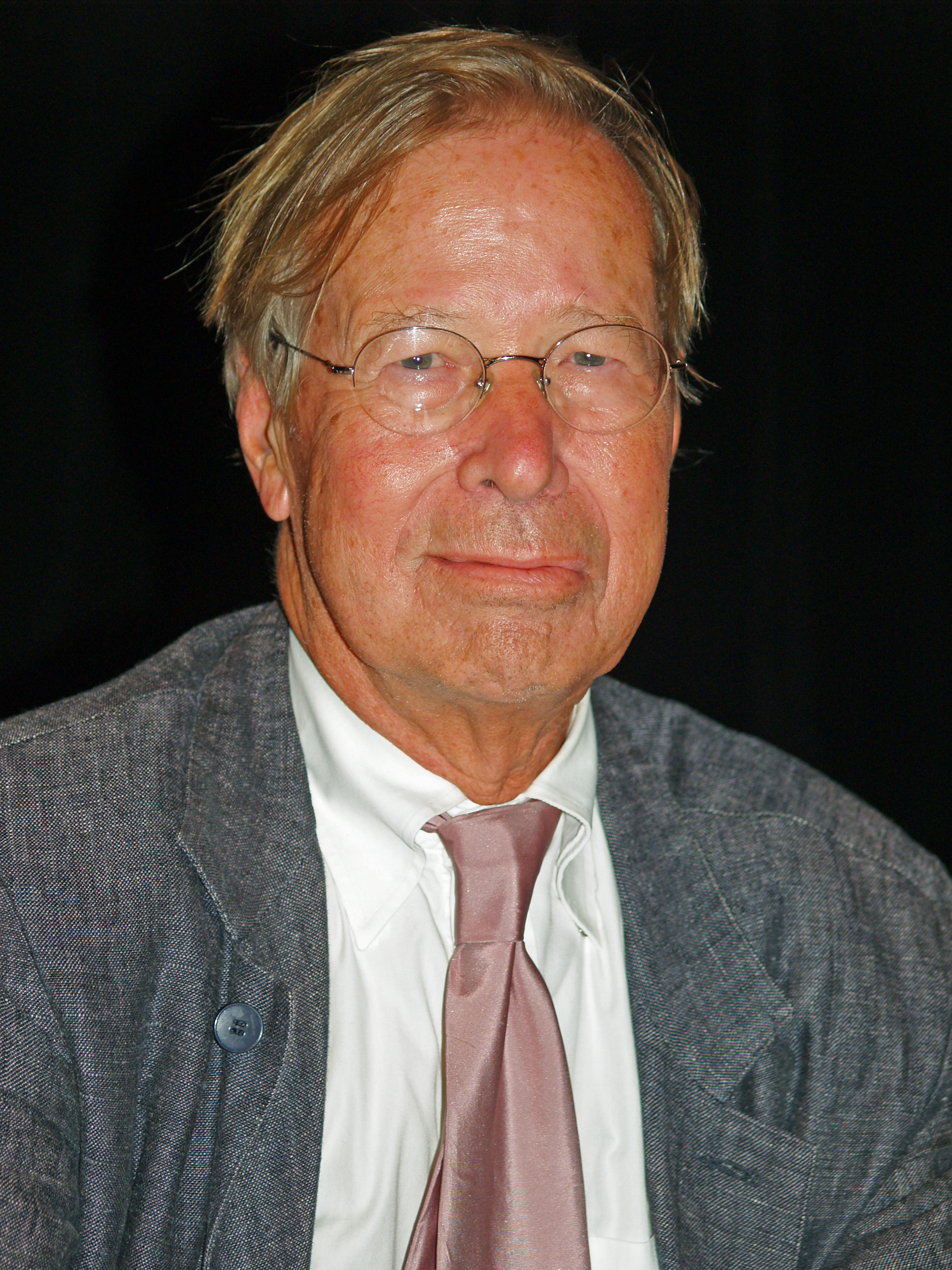
Ronald Dworkin, o criador dessa expressão

A Atitude Interpretativa é uma expressão criada por  Ronald Dworkin para explicar como as pessoas compreendem  e como obedecem as regras. Para Dworkin, a atitude interpretativa acontece quando as pessoas tentam impor um significado a uma instituição, ou seja, “vê-la em sua melhor luz” e em seguida, reestruturá-la à luz desse significado, melhorando o que ela é. 
Embora a noção de interpretação que Dworkin nos traz pareça tautológica, ela é mais simples do que parece: ele entende que as pessoas identificam a regra, aplicam a sua valoração, e assim reconhecem e obedecem as regras.  
A Atitude Interpretativa busca uma perspectiva interna do ponto de vista dos intérpretes.  
Para Dworkin, a atitude interpretativa contém dois componentes:

## Dois Componentes da Atitude Interpretativa
Para descrever a teoria da Atitude Interpretativa, Dworkin nos traz como exemplo uma comunidade hipotética de pessoas.
Para a Teoria de Dworkin é fundamental que as pessoas desta comunidade hipotética adotem os dois componentes desta atitude, pois, para esta comunidade, a interpretação decide tanto o motivo da existência da regra, como o que a regra requer. 
- Primeiro: É o pressuposto de que a prática de uma regra existe, tem um valor e uma finalidade;
- Segundo: É o pressuposto adicional de que as exigências das regras e os comportamentos que elas evocam são suscetíveis à sua finalidade, ou seja, as regras são compreendidas, aplicadas, ampliadas, modificadas ou limitadas, de acordo com a sua finalidade.

Podemos citar como exemplo das etapas de interpretação de uma regra o caso da cortesia.
Uma sociedade que observa a regra social de que um homem tira o chapéu para cada mulher passante pode entender esta regra, num primeiro momento, como inquestionável e natural; num segundo momento pode questionar os contextos apropriados ao uso da mesma regra, e numa terceira fase, pode radicalizar e mudar o entendimento inicial sobre a regra social. Esta é a explicação do autor para o percurso dos institutos jurídicos ao longo da história. 

## Tipos de Interpretação
- Interpretação da Conversação: Interpretação dos sons e sinais que uma pessoa faz para se comunicar com outra pessoa. (Intensional)
- Interpretação Científica: O Cientista coleta os dados e depois os interpreta.  (Causal)
- Interpretação Artística: Aquela que é feita pelos críticos, que interpretam poemas, livros,  peças musicais, obras de arte e filmes. (Construtiva).

Dworkin entende que a interpretação artística se assemelha com a interpretação de uma prática social na medida em que ambas pretendem interpretar algo criado por uma pessoa.
Para o autor, tanto a interpretação de práticas sociais, como a interpretação artística são formas de interpretação criativa.  
Ele entende que a interpretação pode nos ajudar a entender as práticas sociais, para tanto, ele descreve em seu livro três posturas analíticas:

## Fases da Interpretação Interpretação
Na Teoria de Dworkin, para que uma norma seja identificada, reconhecida e obedecida é necessário que o intérprete passe por três fases:

### Pré - Interpretativa
Nesta etapa, segundo o autor, são identificadas as regras e os padrões que se consideram fornecer o conteúdo experimental da prática. .
Como exemplo a esta etapa interpretativa, Guest pede para que imaginemos uma sociedade na qual há uma prática social que exige que os homens se curvem às mulheres. Nesta sociedade, não há qualquer postura em relação ao valor da regra. Os membros da sociedade a aceitam sem fazer qualquer tipo de questionamento, o fazem de forma mecânica. .

### Interpretativa
Nesta etapa, o intérprete se concentra em uma justificativa geral para os principais elementos da prática identificada na etapa pré-interpretativa. .
Para Guest, nesta fase a comunidade começa a se questionar sobre esta prática da cortesia e porque se submetem a ela.  .

### Pós - Interpretativa
Nesta etapa, também nominada de etapa reformuladora há um ajuste de idéias por parte da comunidade, para que seja verificado a que a prática realmente requer para melhor servir à justificativa que ele aceita na etapa interpretativa. 
Desta forma, uma pessoa que faz parte da comunidade pode vir a pensar em uma explicação mais coerente ou da melhor justificativa para explicar o motivo pelo qual os homens tiram os chapéus tanto para soldados que retornam de uma guerra, tanto para os nobres. .